# Volutomitra banksi
Volutomitra banksi is een slakkensoort uit de familie van de Volutomitridae. De wetenschappelijke naam van de soort is voor het eerst geldig gepubliceerd in 1951 door Dell.